# プラン＝シュル＝メール
プラン＝シュル＝メール （Poullan-sur-Mer）は、フランス、ブルターニュ地域圏、フィニステール県のコミューン。

## 地理
プランはドゥアルヌネとラ岬の間に位置し、カンペールからは30km離れている。ブルトン語での名称はPoullanで、poulとは教区を意味し、lannは修道生活をおくる庵を意味している。

## 歴史
現在のプランという名称は、何世紀も前の変換、変化の結果である。12世紀（1162年）、教区は原始的なキリスト教区が数多くの名前を構成する中から、プリュイ・ラン（Plui lan）またはプロエ（Ploe）という名で知られていた。こうした名前は5世紀から7世紀の間にマンシュ（イギリス海峡）を渡りブルターニュ半島へ人々が定住した頃に遡る。プロエラン（Ploelan）という名は、信者が結集した教区であるploe、ランデヴェネック（Landevennec）のように庵の意味を持つlanとに分割できる。こうしてPloeが新設された。
13世紀から15世紀にかけ、プロエ・ラン（Ploe-lan）の名称が使われ続けた。その後、17世紀にPlo-erléとなった。17世紀の間にPloulanという名称が見つかる。Poldan（1617年）、Plolan（1643年）、ploelan（1680年）、Pollan（1695年）となり、18世紀になってPoullanに固定された。1689年にヴェネツィアで印刷された地図においては、名がPollnaとなっていた。
現在の名称プラン＝シュル＝メールは、1935年12月27日のデクレで登録された、比較的新しい名称である。

## ブルトン語
2013年5月18日、コミューン議会はYa d'ar brezhoneg憲章の批准を可決した。

## 人口統計
| 1962年 | 1968年 | 1975年 | 1982年 | 1990年 | 1999年 | 2006年 | 2010年 |
| ------ | ------ | ------ | ------ | ------ | ------ | ------ | ------ |
| 1179   | 1085   | 1269   | 1586   | 1627   | 1517   | 1489   | 1523   |

参照元:1999年までEHESS、2000年以降INSEE

## ゆかりの人物
- ジャン＝マリ・ギュスターヴ・ル・クレジオ - プラン在住